# Emmerich-Klasse
Die Emmerich-Klasse ist eine Serie von Verkehrssicherungsschiffen der Wasserstraßen- und Schifffahrtsverwaltung des Bundes. Das Typschiff Emmerich wurde 2020 übernommen und fünf weitere Einheiten wurden 2023 in Auftrag gegeben.

## Typschiff
Der Prototyp wurde 2019 bei der Schiffswerft Bolle in Auftrag gegeben. Er ist eine Weiterentwicklung der bisherigen Verkehrssicherungsschiffe, die auf dem Rhein im Einsatz sind. Bei der Konstruktion wurden ein dieselelektrischer Antrieb mit Abgasreinigung sowie umfangreiche praktische Erfahrungen und neue technische Kenntnisse berücksichtigt.
Der Neubau wurde im August 2020 abgeliefert und vom Wasserstraßen- und Schifffahrtsamt Rhein in Betrieb genommen. Benannt wurde das Schiff nach Emmerich am Rhein, was gleichzeitig auch der Heimathafen ist. Das Einsatzgebiet der Emmerich umfasst die Strecke zwischen Xanten-Obermörmter und Kleve-Bimmen an der deutsch-niederländischen Grenze (Rhein-km 833 bis 865,5). Sie ersetzt dort das bisherige Verkehrssicherungsschiff Grieth. Die offizielle Schiffstaufe erfolgte erst fast ein Jahr später am 29. Juli 2021.

## Folgeauftrag
Im Juli 2023 wurden fünf baugleiche Schiffe bei der Schiffswerft Bolle in Auftrag gegeben. Bei den Neubauten wird jedoch ein Hilfsdieselgenerator durch Lithium-Ionen-Akkumulatoren ersetzt. Damit können die Schiffe dann kurzzeitig auch im seriellen Hybridbetrieb fahren. Der erste Neubau des Folgeauftrags, die Neuss wurde im März 2025 nach Köln überführt.

## Einheiten
| Name     | ENI      | Baujahr | Außenbezirk (Heimathafen) |
| -------- | -------- | ------- | ------------------------- |
| Emmerich | 05043180 | 2020    | Emmerich am Rhein         |
| Neuss    | 05043510 | 2025    | Köln                      |